# Новосибірськ (аеропорт)
Аеропорт Толмачево  (рос. Аэропóрт Толмачёво) (IATA: OVB, ICAO: UNNT) — міжнародний аеропорт Новосибірська, Росія. Є хабом і базовим аеропортом авіакомпанії S7 Airlines, також тут формує додатковий хаб авіакомпанія Nordstar Airlines.
За результатами 2014 був року шостим за пасажирообігом серед російських аеропортів.
Є хабом для авіаліній:
- Angara Airlines
- Cargolux
- Lufthansa Cargo
- NordStar
- S7 Airlines

## Інфраструктура
Толмачево має два пасажирські термінали - для внутрішніх рейсів (А термінал) і для міжнародних (Б термінал), зал VIP, а також вантажний термінал. В аеропорту є готель Sky Port 4 *, зона митного контролю, медична і ветеринарна служби, оренда автомобілів.
Площа аеропорту - 618 га, з них 441 га - авіаційно-технічна територія.
Летовище приймає всі типи літаків, а саме: Іл-96, Ту-214, Ан-124, Боїнг - 777 (з 27 липня 2009 року), Airbus A380 (з 30 квітня 2011 року) а також А-380 і всі більш легкі, а також вертольоти всіх типів.
Має дві функціонуючі злітно-посадкові смуги:
- 07/25 ЗПС завдовжки 3597 м і завширшки 60 м, асфальтобетонне покриття без обмежень на масу прийнятих повітряних суден. Льотне поле розміром 4400 × 1800 м. Льотна смуга розміром 3900 × 280 м. Є дві вільні зони від обох торців ШЗПС завдовжки 400 м. Розміри ГВПП 2900 × 70 м. Обладнана ЗПС курсо-гліссадною системою (ILS) 1 категорії (60 × 800 м), приводними радіомаяками (NDB, OM, MM), світлосигнальними системами.
- 16/34 ЗПС, завдовжки 3602 м, завширшки 45 м, бетонне покриття без обмежень на масу прийнятих повітряних суден. ЗПС 16 обладнана ILS 2 категорії (30 × 350 м), ЗПС 34 - ILS 1 категорії (60 × 800 м).

Пропускна спроможність аеропорту (за умови що працюють двох ЗПС) - 40 злітно-посадочних операцій на годину. Аеропорт має 61 місце для стоянки літаків, 16 з них обладнані централізованою заправною системою.

## Авіалінії та напрямки, вересень 2019

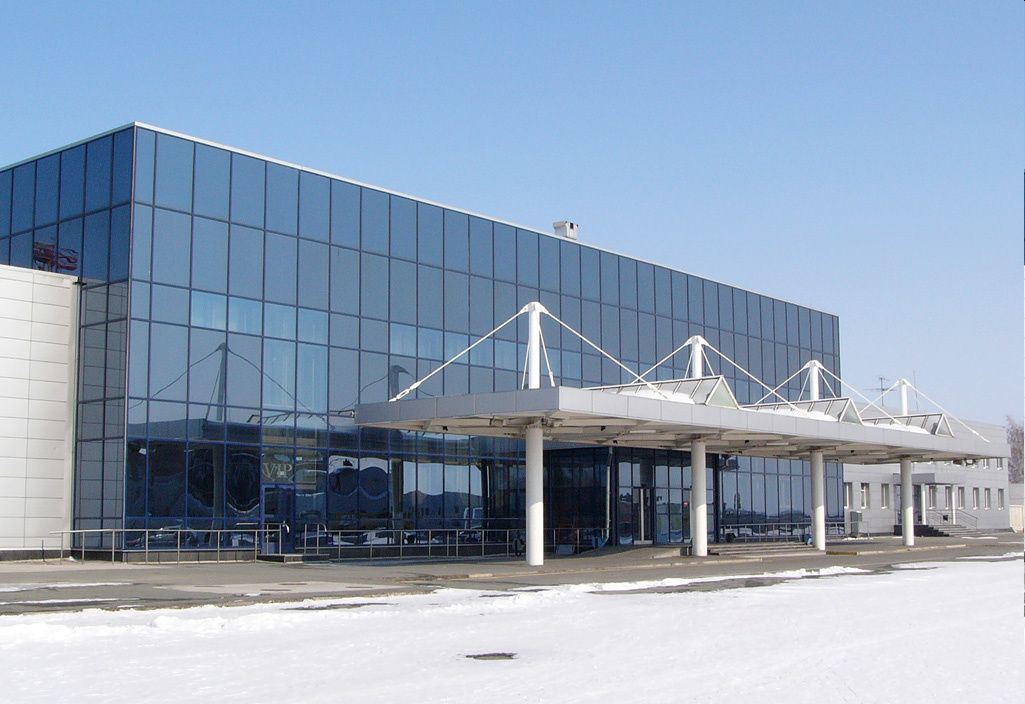
Міжнародний термінал аеропорту Толмачево до реконструкції (2006)

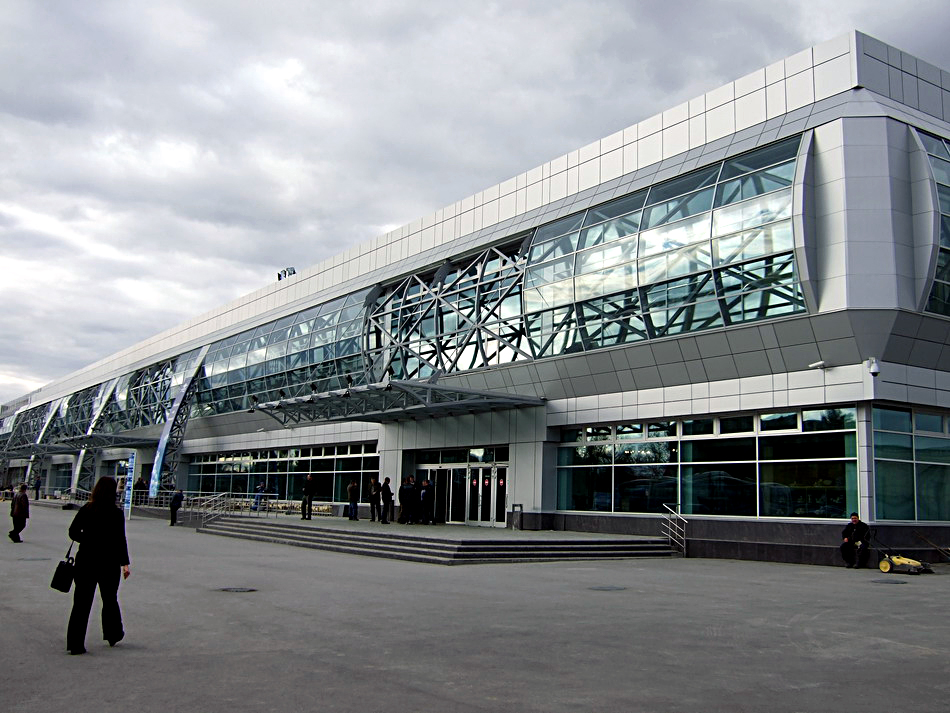
Фасад домашнього терміналу Аеропорт Толмачево

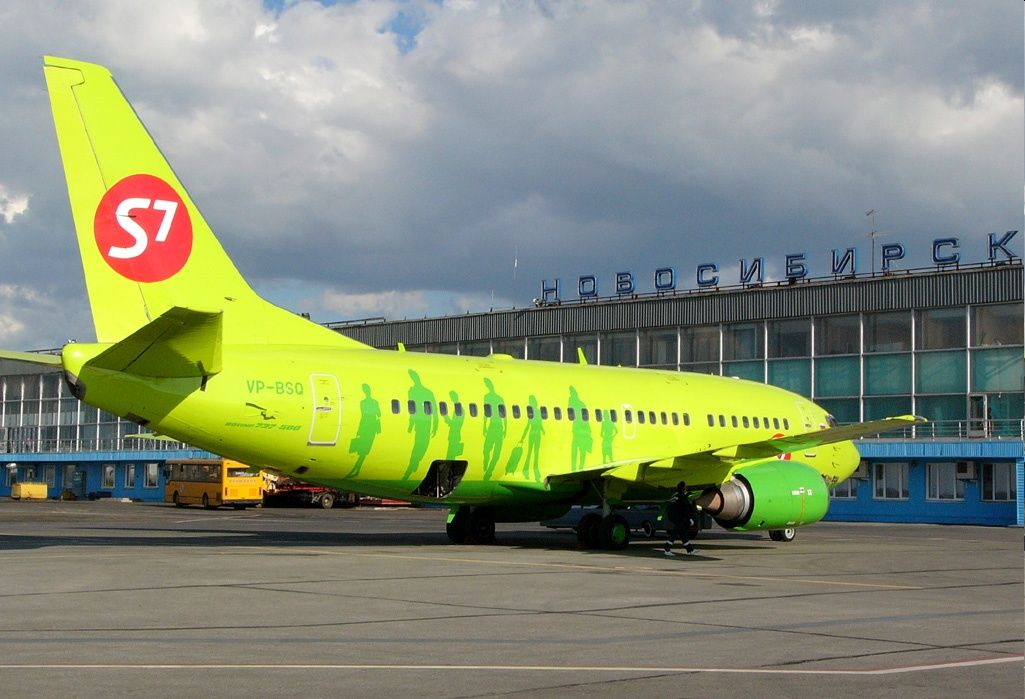
S7 Airlines Boeing 737-400 в аеропорту Толмачево

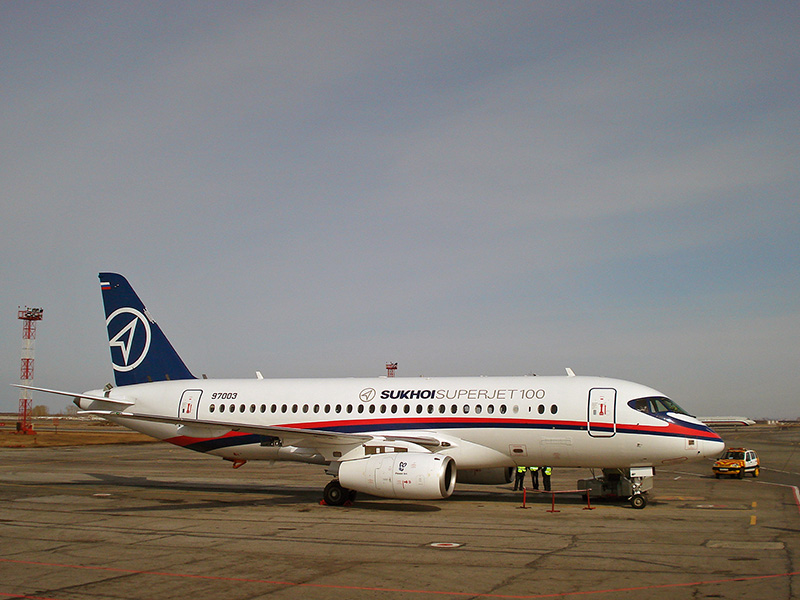
Sukhoi Superjet 100 в аеропорту Толмачево

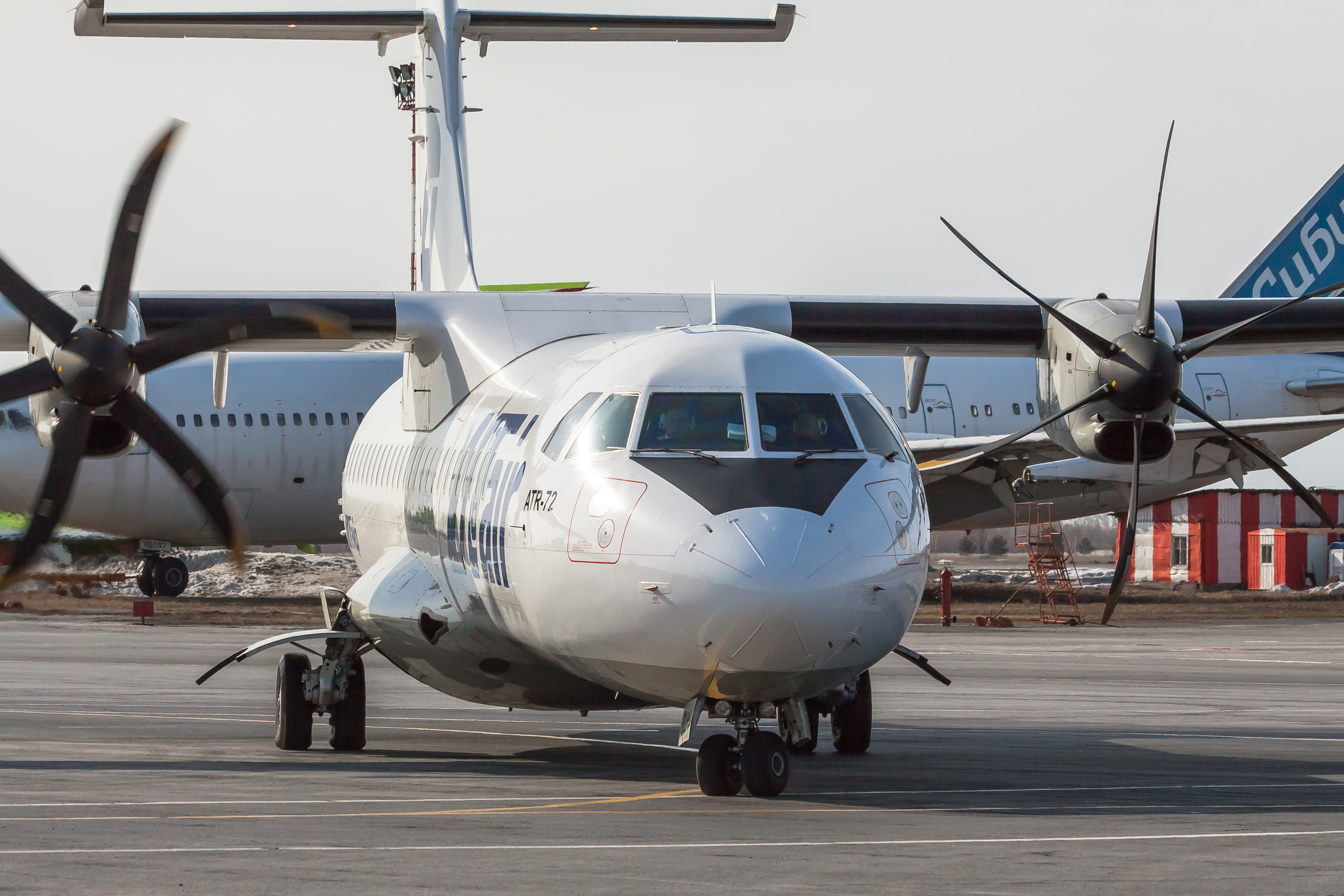
UTair Aviation ATR 72 в аеропорту Толмачево

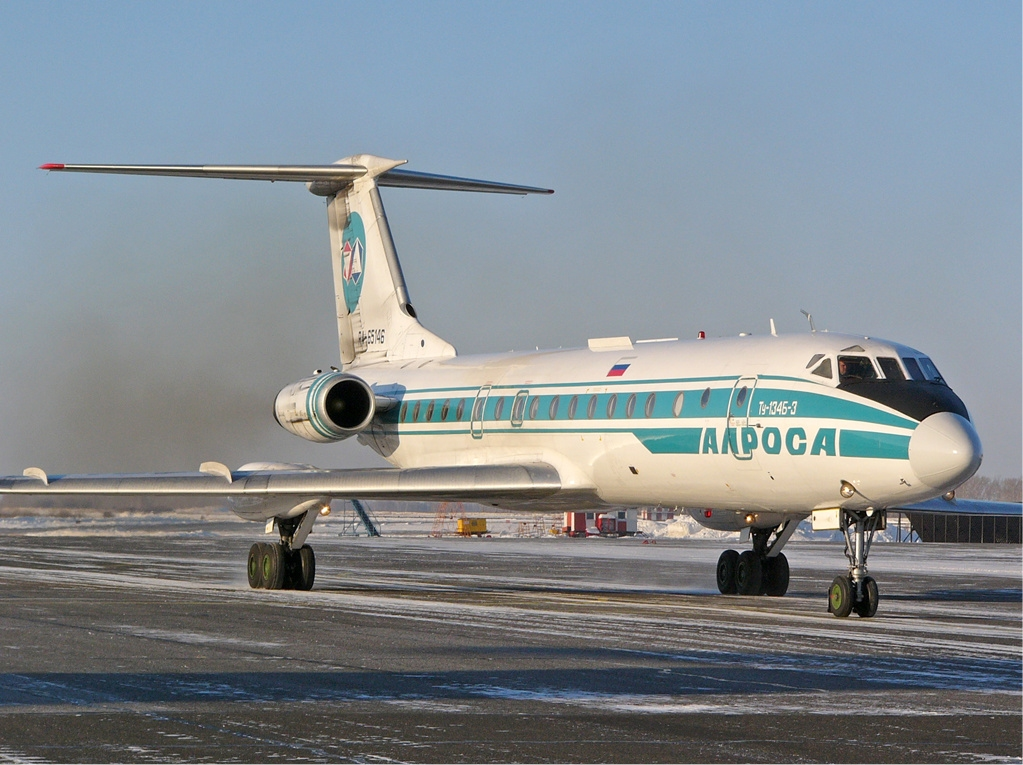
Alrosa Mirny Air Enterprise Tupolev Tu-134 в аеропорту Толмачево

### Пасажирські
| Авіакомпанія            | Пункт призначення |
| ----------------------- | --- |
| Aeroflot                | Москва-Шереметьєво |
| Air Astana              | Нур-Султан |
| Алроса                  | Краснодар, Мирний, Москва-Домодєдово, Певек, Ст Петербург, Удачний Сезонний: Благовєщенськ, Магадан, Ростов-на-Дону, Сімферополь |
| Angara Airlines         | Іркутськ, Нижньовартовськ, Сургут, Талакан, Томськ |
| Аврора                  | Хабаровськ, Владивосток |
| Avia Traffic Company    | Бішкек, Ош |
| Азимут                  | Ростов-на-Дону |
| Azur Air                | Сезонний чартер: Анталія, Даламан, Дубай-Аль-Мактум, Енфіда, Камрань, Гоа, Крабі, Паттайя, Пхукет, Фукок, Санья |
| China Southern Airlines | Урумчі |
| I-Fly                   | Сезонний чартер: Анталія, Санья |
| IrAero                  | Іркутськ, Красноярськ-Ємельяново, Нижньовартовськ |
| NordStar                | Краснодар, Кизил, Норильськ, Сєверо-Єнісейськ Сезонний чартер: Санья |
| Nordwind Airlines       | Сезонний чартер: Анталія, Іракліон, Крабі, Камрань, Пхукет |
| Pegas Fly               | Сезонний чартер: Бангкок-Суварнабхумі, Камрань, Паттайя, Пхукет |
| Pobeda                  | Москва-Внуково, Єкатеринбург Сезонний: Анапа, Ст Петербург (з 27 жовтня 2019),, Сочі |
| Red Wings Airlines      | Москва–Домодєдово |
| Rossiya                 | Ст Петербург Сезонний: Сімферополь, Сочі Сезонний чартер:Анталія, Ларнака |
| Royal Flight            | Сезонний чартер: Анталія, Гоа, Камрань, Паттайя, Фукуок |
| S7 Airlines             | Абакан, Алмати Баку, Бангкок-Суварнабхумі, Пекін, Бішкек, Благовєщенськ, Братськ, Бухара, Челябінськ, Чита, Дубай, Душанбе, Фергана, Гуанчжоу-Байюнь, Гонконг, Іркутськ, Караганда, Казань, Хабаровськ, Худжанд, Когалим, Краснодар, Красноярськ–Ємельяново, Магадан, Мінеральні Води, Мирний, Москва-Домодєдово, Наманган, Надим, Нерюнгрі, Нижньовартовськ, Нижній Новгород, Норильськ, Новокузнецьк, Новий Уренгой, Ноябрськ, Нур-Султан, Омськ, Ош, Усть-Каменогорськ, Перм, Петропавловськ-Камчатський, Прага, Салехард, Самара, Сеул-Інчхон, Шимкент, Сімферополь, Сочі, Ст Петербург, Сургут, Талакан, Ташкент, Тбілісі (призупинено), Токіо-Наріта, Томськ, Тюмень, Удачний, Уфа, Улан-Уде, Урумчі, Владивосток, Воронеж, Якутськ, Єкатеринбург, Єреван, Южно-Сахалінськ Сезонні: Анапа, Батумі (призупинено), Дюссельдорф, Франкфурт, Ларнака, Мюнхен, Камрань, Пхукет (з 2 листопада 2019),, Шанхай-Пудун, Тамчи |
| SiLA                    | Горно-Алтайськ |
| Smartavia               | Москва-Домодєдово |
| Somon Air               | Душанбе, Худжанд |
| Ural Airlines           | Харбін, Хефей-Сіньцяо, Москва-Домодєдово Сезонний: Бангкок-Суварнабхумі, Краснодар, Ордос, Владивосток |
| UTair Aviation          | Іркутськ, Ханти-Мансійськ, Красноярськ-Ємельяново, Стрежевой, Сургут |
| Uzbekistan Airways      | Наманган, Ташкент |
| Yakutia Airlines        | Мирний, Нерюнгрі, Якутськ, Єкатеринбург Сезонний:Краснодар, Магадан, Ст Петербург |
| Yamal Airlines          | Новий Уренгой, Салехард, Талакан, Тюмень Сезонний: Красноярськ–Ємельяново, Єкатеринбург |

### Вантажні
| Авіакомпанія       | Пункт призначення                                           |
| ------------------ | ----------------------------------------------------------- |
| Aviastar-TU        | Ганчжоу                                                     |
| Cargolux           | Лондон-Станстед, Люксембург, Шанхай-Пудун, Сяминь, Сіньчжен |
| Cargolux Italia    | Гонконг, Мілан–Мальпенса                                    |
| Lufthansa Cargo    | Франкфурт, Гуанчжоу, Гонконг, Осака-Кансай                  |
| Russian Post       | Харбін, Сіньчжен                                            |
| Sky Gates Airlines | Франкфурт-Хан, Гонконг, Маастрихт/Аахен, Сіньчжен           |

## Ресурси Інтернету
- Tolmachevo Airport Official website (англ.) (рос.)
- Historical Weather Records for Novosibirsk